# Belmont Shore Rugby Club
Maillots
Actualités
Le Belmont Shore est un club de rugby à XV américain créé en 1974 et évoluant en Pacific Rugby Premiership.

## Historique
Belmont Shore remporte le Men's D1 Club Championship en 2012, après une une finale gagnée face aux Glendale Raptors.

## Palmarès
- Champion de la Rugby Super League en 1998, 2003, 2004 et 2007.
- Champion de la Men's D1 Club Championship en 2012.